# Pierre Ier (roi de Castille)
Pour les articles homonymes, voir Pierre Ier.
Pierre Ier de Castille, né le 30 août 1334 à Burgos et mort le 23 mars 1369 à Montiel, fils du roi Alphonse XI, est roi de Castille de 1350 à 1369. Il est surtout connu sous le nom de Pierre le Cruel, qui lui a été donné par ses ennemis, mais a aussi été désigné comme Pierre le Justicier.
Son règne est principalement marqué par la première guerre civile de Castille, qui l'oppose à son demi-frère Henri de Trastamare. Cette guerre s'inscrit parmi les conflits périphériques de la guerre de Cent Ans entre la France et l'Angleterre, avec la participation en 1368-1369 du Prince Noir, fils aîné du roi Édouard III, et de Bertrand du Guesclin, futur connétable de France.
Vaincu en 1369 et fait prisonnier, Pierre est tué par Henri dans les jours qui suivent. Sa mort met fin au règne sur la Castille de la maison d'Ivrée, remplacée par la maison de Trastamare.

## «Pierre le Cruel» ou «Pierre le Justicier»?
Le surnom de « Pierre le Cruel » vient des nombreux assassinats et exécutions qu'il a ordonnés, notamment celui d'une épouse, Blanche de Bourbon, belle-sœur du roi de France Charles V. Sa cruauté est essentiellement exercée sur les nobles, révoltés ou juste gênants, mais ne concerne pas les gens du peuple chez qui sa réputation est moins marquée. Durant ses 19 années de règne, il est en effet constamment en butte à des rébellions nobiliaires, soutenues par des souverains étrangers.
Il aurait été un protecteur de la communauté juive dont fait partie sa principale favorite et où il recrute ses hommes de main, et également un protecteur des musulmans.
Ses partisans l'appelaient « le Justicier », mais sa défaite finale a relégué cette dénomination dans l'obscurité au profit de celle de ses ennemis.

## Biographie

### Origines familiales et formation
Il est le fils du roi de Castille Alphonse XI (1311-1350) et de son épouse depuis 1328, Marie de Portugal (1313-1357), fille du roi de Portugal Alphonse IV (1291-1357).
Son père, qui vit avec sa favorite Leonor de Guzmán, ne s'occupe guère de son éducation, confiée à la reine Marie, qui vit avec son fils dans l'Alcázar de Séville. Mais c'est un favori du roi, le noble portugais João Afonso de Albuquerque, qui est choisi comme précepteur.

### Projets de mariage (1335-1351)
En 1335, alors qu'il n'a pas atteint l'âge d'un an, une ambassade est envoyée à Alphonse XI par le roi d'Angleterre Édouard III en vue d'un mariage entre sa fille Isabelle et Pierre. Cette demande est rejetée par le roi de Castille qui l'estime prématurée.
En 1342, Édouard fait une nouvelle demande, pour sa fille Jeanne (1334-1348). Ce projet prend forme en 1347 et Jeanne vient à Bordeaux, ville que le roi d'Angleterre détient en tant que duc d'Aquitaine (vassal du roi de France). Mais au moment de quitter Bordeaux, la région est frappée par la peste et Jeanne en meurt le 1er juillet 1348.
En 1351, un mariage est envisagé entre Pierre et Blanche de Navarre (1331-1398), veuve du roi de France Philippe VI (1296-1350), mais cela n'aboutit pas car elle ne veut pas se remarier : « les reines de France ne se remarient point ».
Ces tentatives de mariage sont motivées par l'existence d'une flotte castillane puissante, élément important pour le contrôle des mers dans le cadre du conflit franco-anglais.

### Premières années de règne sous l'influence d'Albuquerque
Le 26 mars 1350, alors qu'il assiège Gibraltar, Alphonse XI meurt de la peste. Pierre est proclamé « roi de Castille et León » à Séville.
Dès le début de son règne s'affrontent deux clans : la faction dirigée par sa mère Marie de Portugal et celle de la maîtresse d'Alphonse XI, Leonor de Guzmán, puissante tant que le père de Pierre était en vie et dont les enfants illégitimes sont largement dotés en honneurs et privilèges.
Le parti de la reine mère le pousse à faire arrêter ses demi-frères adultérins, en particulier Henri de Trastamare et son frère jumeau Fadrique, grand maître de l'ordre de Santiago. Ces derniers se rebellent mais finissent par se réconcilier avec le roi.
En 1351, rétabli d'une grave maladie qui l'a frappé l'année même de son couronnement, il ordonne la levée du siège de Gibraltar et quitte Séville pour la Castille, toujours sous la coupe de sa mère et d'Albuquerque. En 1352, profitant de la mort du seigneur de Biscaye, il fait assassiner le jeune héritier et absorber la seigneurie par la couronne, malgré une opposition armée de quelque 10 000 Basques. Il organise le mariage de la sœur de l'héritier assassiné, Jeanne de Lara — qu'il fait assassiner par la suite —, avec son demi-frère Tello de Castille, un autre des fils illégitimes d'Alphonse XI et Leonor de Guzmán.
En 1351 et 1352 se tiennent les Cortes (pendant castillan des états généraux du royaume de France) à Valladolid à l'occasion desquelles seront publiées un nombre important de lois contre le brigandage et le vagabondage, pour la protection des Juifs, pour le développement du commerce et de l'agriculture et pour la limitation des droits de la noblesse.
En 1352, pour sceller une alliance avec le royaume de France, il décide d'épouser Blanche de Bourbon, descendante de Saint Louis par son père, le duc Pierre Ier de Bourbon, et de Philippe III de France par sa mère Isabelle de Valois. Il s'agit surtout d'une nièce du roi de France. Il s'agit d'un mariage de raison car Pierre Ier a déjà rencontré celle qui devient sa maîtresse attitrée, Marie de Padilla. Jean le Bon et Pierre Ier s'accordent sur une dot de 300 000 florins, qui ne sont pas versés suivant l'échéancier prévu (25 000 au départ de Blanche de France, 25 000 à Noël et 50 000 chaque année jusqu'à atteindre la somme contractuelle).

### Rébellions nobiliaires

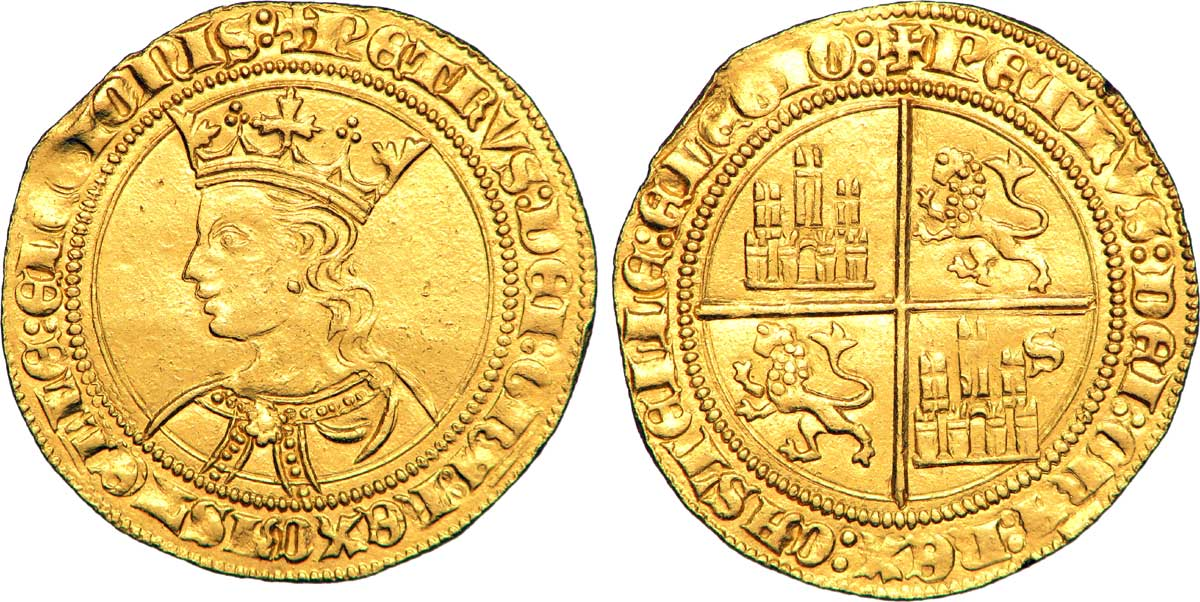
Double de 35 maravédis à l'effigie de Pierre Ier dit le Cruel ou le Justicier.

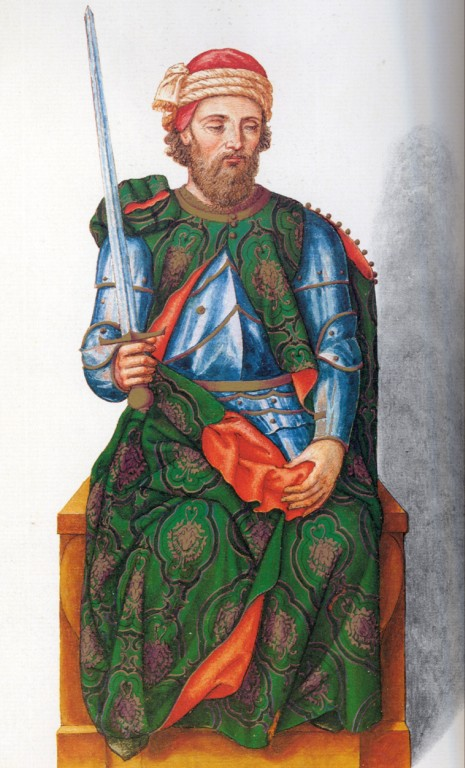
Henri de Trastamare.

En 1353, il fait exécuter le meneur d'une rébellion en Andalousie malgré son appartenance à la noblesse. Il y gagne le surnom peu flatteur de Pierre le Cruel. En juillet de cette même année, il épouse sa promise et l'abandonne trois jours après son mariage. Il fait enfermer son épouse et rejoint sa maîtresse, Marie de Padilla, qui lui a déjà donné une fille. L'échec de ce mariage provoque la rupture de l'alliance avec le roi de France et la chute d'Albuquerque qui l'avait encouragé et organisé. La reine mère soutient Albuquerque, ainsi que les nombreux nobles que ce dernier a nommé aux différentes charges et fonctions dans le royaume. Albuquerque s'est réfugié auprès du roi du Portugal, Alphonse IV, qui refuse de le remettre à Pierre Ier. Ce dernier, qui a à cette époque l'appui de ses demi-frères, laisse Henri de Trastamare et Fadrique de Castille en poste à la frontière portugaise.
Enfermée à l'Alcazar de Séville, la reine Blanche se plaint du traitement dont elle est l'objet auprès du pape Innocent VI et du roi de France. Les interventions du pape en faveur de la recluse, ainsi que les menaces d'excommunication, n'aboutissent à rien.
En 1354, grâce à l'appui des évêques d'Avila et de Salamanque, il convainc Jeanne de Castro (es), une jeune veuve de bonne lignée liée aux seigneurs de Biscaye, de la nullité de son mariage avec Blanche et l'épouse. Cette deuxième épouse est également rapidement abandonnée bien qu'elle donne un héritier mâle au roi. À l'annonce de cet abandon, le propre frère de la reine Jeanne lève une troupe de 2 200 hommes et rejoint la rébellion. En octobre, Albuquerque, figure de proue de la rébellion, meurt empoisonné à Medina del Campo.
Henri de Trastamare est désormais à la tête de la rébellion. Le roi peut s'appuyer sur la petite noblesse, la bourgeoisie urbaine et la communauté juive qui sont les principaux bénéficiaires des lois et mesures adoptées par les Cortes à Valladolid. En revanche, Henri de Trastamare reçoit le soutien inconditionnel de la haute noblesse, du roi d'Aragon et du peuple.
Une entrevue est organisée entre le roi et les principaux conjurés à Tejadillo, à proximité de Toro. Il promet des terres et des récompenses et parvient ainsi à quitter la ville pour Ségovie avec l'appui de Tello de Castille et des infants d'Aragon. Dans ces deux villes, Pierre Ier exerce une répression sanglante contre ses ennemis.
En 1355, il obtient des Cortes réunies à Burgos des subsides pour lever les troupes nécessaires à la reprise des villes de Tolède et Toro, acquises à la rébellion. Les deux villes sont reprises, non sans difficulté en ce qui concerne Toro.

### Guerre contre l'Aragon (1356-1361)

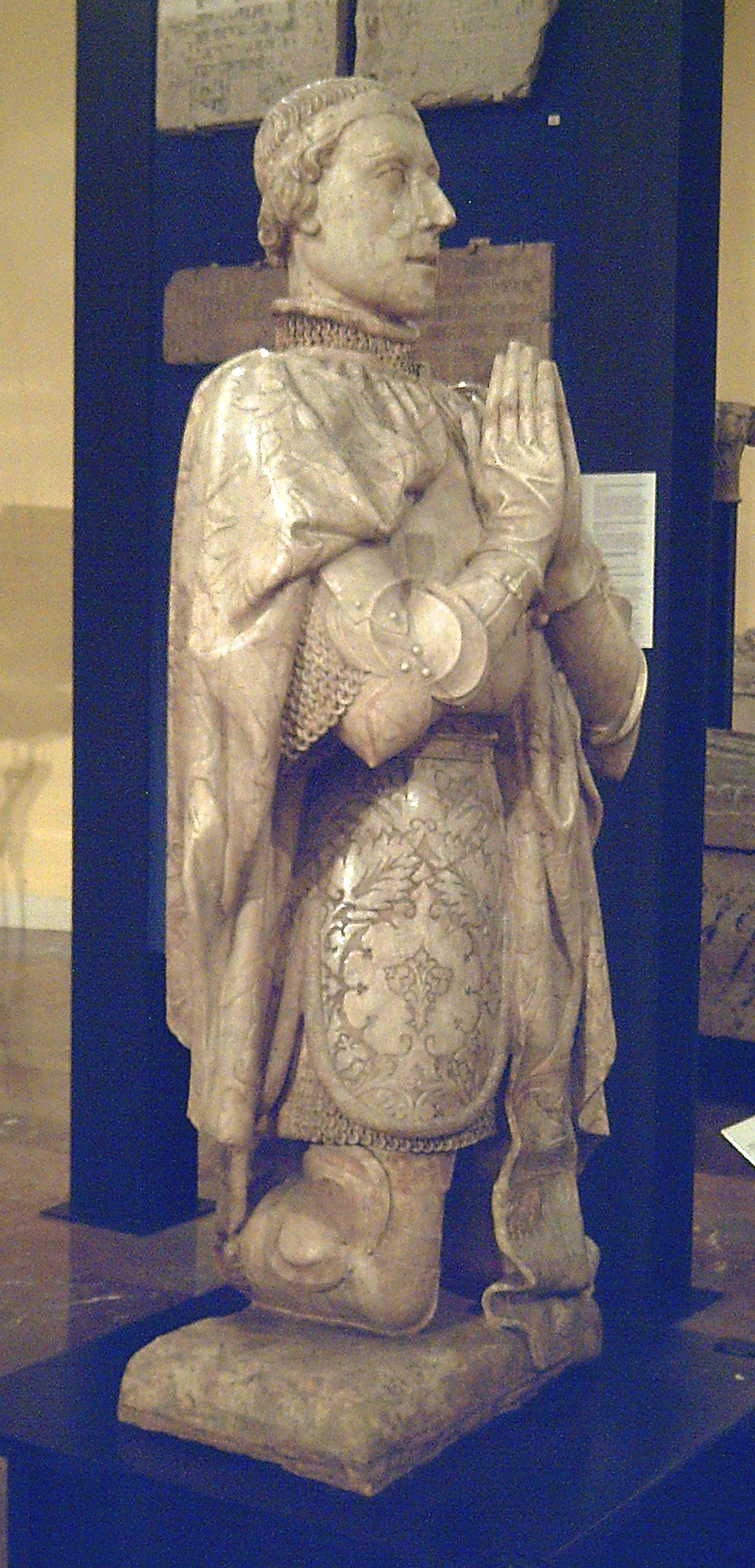
Statue de Pierre Ier datant de 1504.

En 1356, il advient qu'une flotte de neuf galères du roi d'Aragon Pierre IV le Cérémonieux arrivent dans le port andalou de Sanlúcar de Barrameda et arraisonnent deux vaisseaux de la république de Gênes, alors en guerre avec le royaume d'Aragon. Pierre Ier se montre particulièrement actif dans cet affrontement, la guerre des deux Pierre et dès 1357 prend les villes d'Orihuela et de Tarazona.
Dans le même temps, entre 1356 et 1360, il fait assassiner ses ennemis : Jean Alphonse de la Cerda (es), Fadrique de Castille, Jean d'Aragon — demi-frère de Pierre le Cérémonieux —, sa tante Éléonore de Castille, mère du précédent et veuve d'Alphonse IV d'Aragon…
Après de nombreux combats, les deux rois finissent par signer la paix de Terrer le 18 mai 1361, par laquelle ils se restituent mutuellement les territoires conquis durant la guerre.

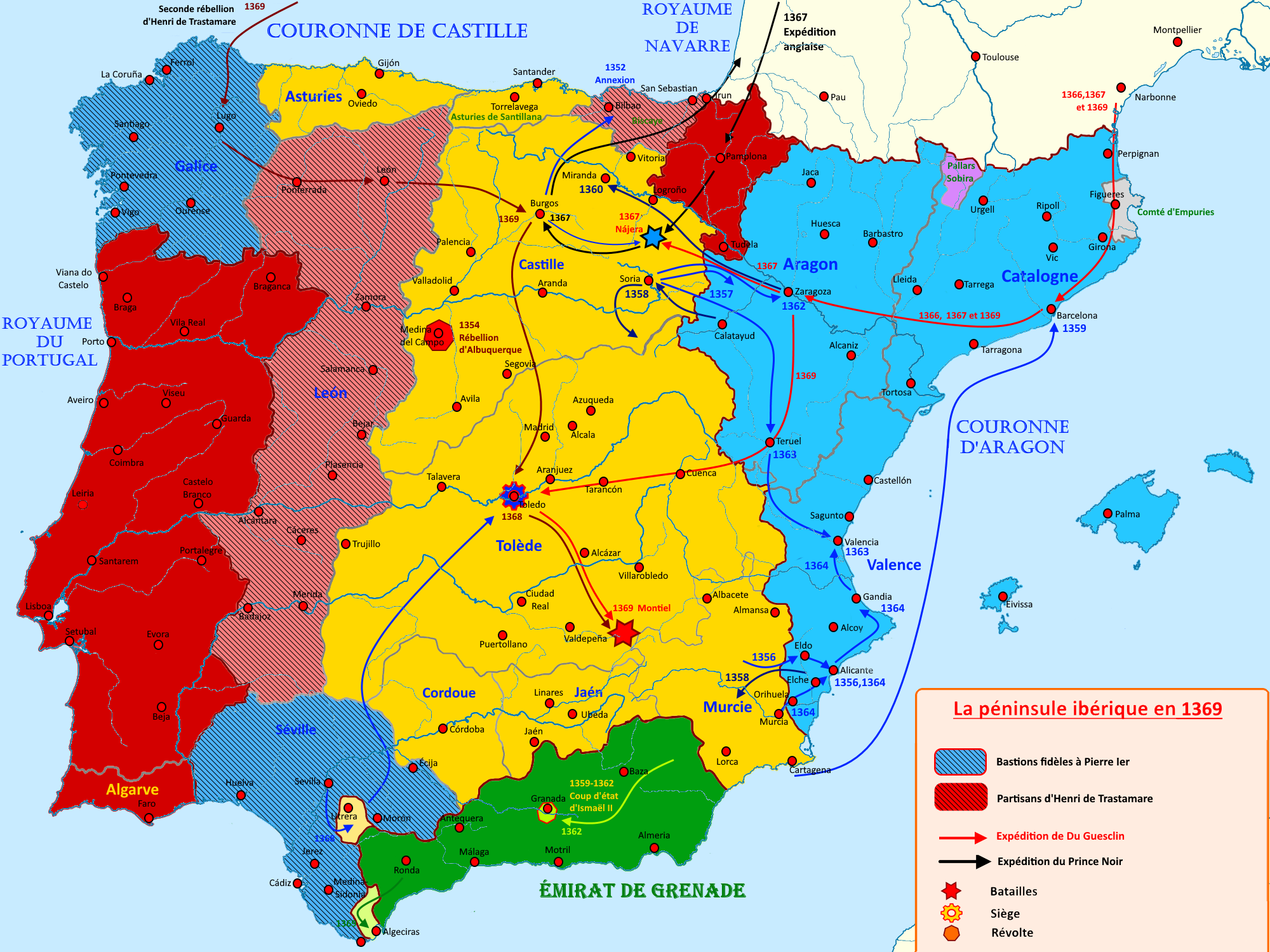
La "guerre des Pierre" suivie par la guerre civile contre Henri de Trastamare

### Rébellion et échec d'Henri de Trastamare (1366)
Henri de Trastamare, voyant s'étoffer son parti au fur et à mesure des exactions de son demi-frère décide d'attaquer en 1360 et se rend maître de la cité de Nájera. Au cours de la prise de la ville, Jean Fernandez de Hinestrosa (es), oncle de Marie de Padilla et favori de Pierre le Cruel, trouve la mort. En représailles, Pierre Ier fait mettre à mort deux des frères d'Henri et envoie ses troupes à Nájera dès le mois d'avril. Henri de Trastamare est battu et doit se réfugier dans la ville. Inexplicablement, Pierre le Cruel ne met pas le siège devant la cité et retourne à Séville. Trastamare se réfugie en France pour en revenir quelques années après, en 1364, accompagné de Bertrand Du Guesclin et des Grandes compagnies, et envahir le royaume de Castille.
En 1366, après être entré en Castille par l'Aragon, dont le roi a conclu un pacte avec Henri pour détrôner Pierre Ier, l'armée franco-aragono-castillane de Trastamare contrôle l'essentiel du Royaume à l'exception de la Galice, de Séville et de quelques autres places. Henri de Trastamare est proclamé roi de Castille. Pierre Ier s'est réfugié en Galice et de là a embarqué pour Bayonne en Guyenne, sous protection anglaise. Le 23 septembre 1366, il signe le traité de Libourne avec Édouard de Woodstock — le Prince Noir — et Charles le Mauvais, roi de Navarre. Ce traité stipule que le Prince Noir et le roi de Navarre doivent apporter une aide militaire et financière à Pierre le Cruel pour la reconquête de son trône et recevoir des territoires en contrepartie. Le Prince Noir est censé recevoir la seigneurie de Biscaye, la ville de Castro-Urdiales ainsi que 550 000 florins d'or. Pour sa part, Charles le Mauvais prétend recevoir le reste des provinces basques ainsi qu'un comté sis dans la région de Burgos.
De son côté, Henri II de Castille doit faire face à des désertions et au retrait de Pierre IV d'Aragon, frustré de ne pas avoir reçu le royaume de Murcie comme convenu avec Henri.

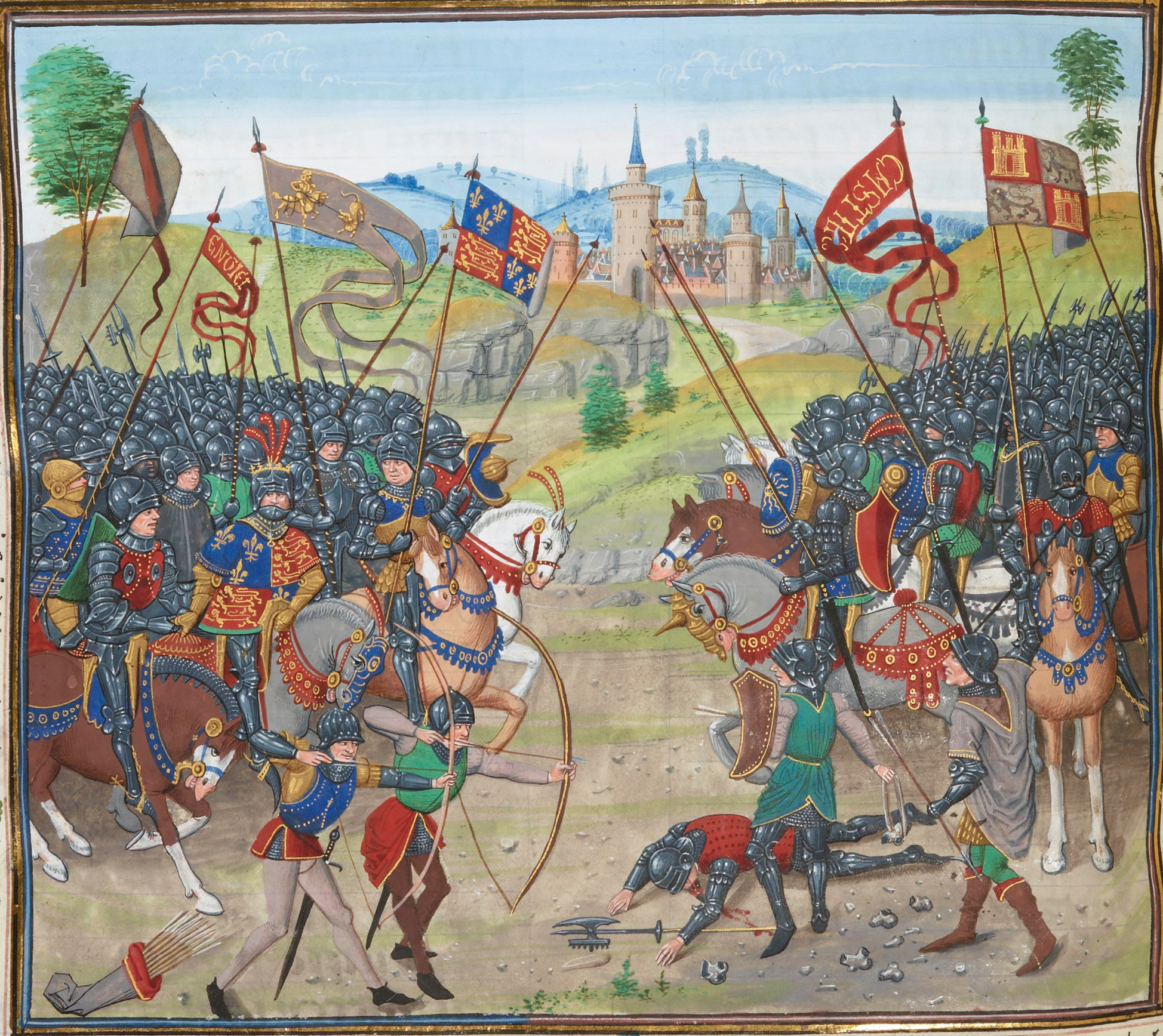
La bataille de Nájera (Chroniques de Jean Froissart).

En janvier 1367, Charles le Mauvais tente un renversement d'alliance mais est rapidement remis dans le droit chemin par les troupes du Prince Noir. En février, l'armée anglaise est à Pampelune et arrive en avril à Nájera où elle bat l'armée d'Henri II.
Henri II se réfugie en France. Les nombreux prisonniers sont libérés après paiement d'une rançon. Le Prince Noir prend ses quartiers à Burgos et attend sa récompense. Ses troupes, peu habituées au climat rigoureux de la région, souffrent du froid, de la malaria et de dysenterie. Las d'attendre, le Prince Noir finit par retourner en Guyenne, sans avoir obtenu son dû. Pierre le Cruel, appuyé par le roi de Grenade, assiège Cordoue, en vain.

### Reprise de la guerre par Henri de Trastamare (1368-1369)

#### Offensive de Trastamare et de Bertrand du Guesclin (1368)
Henri profite de la situation pour reformer une armée outre-Pyrénées, le roi Charles V mettant à nouveau à sa disposition les Grandes compagnies, commandées par Bertrand Du Guesclin, par le traité d'Aigues-Mortes.

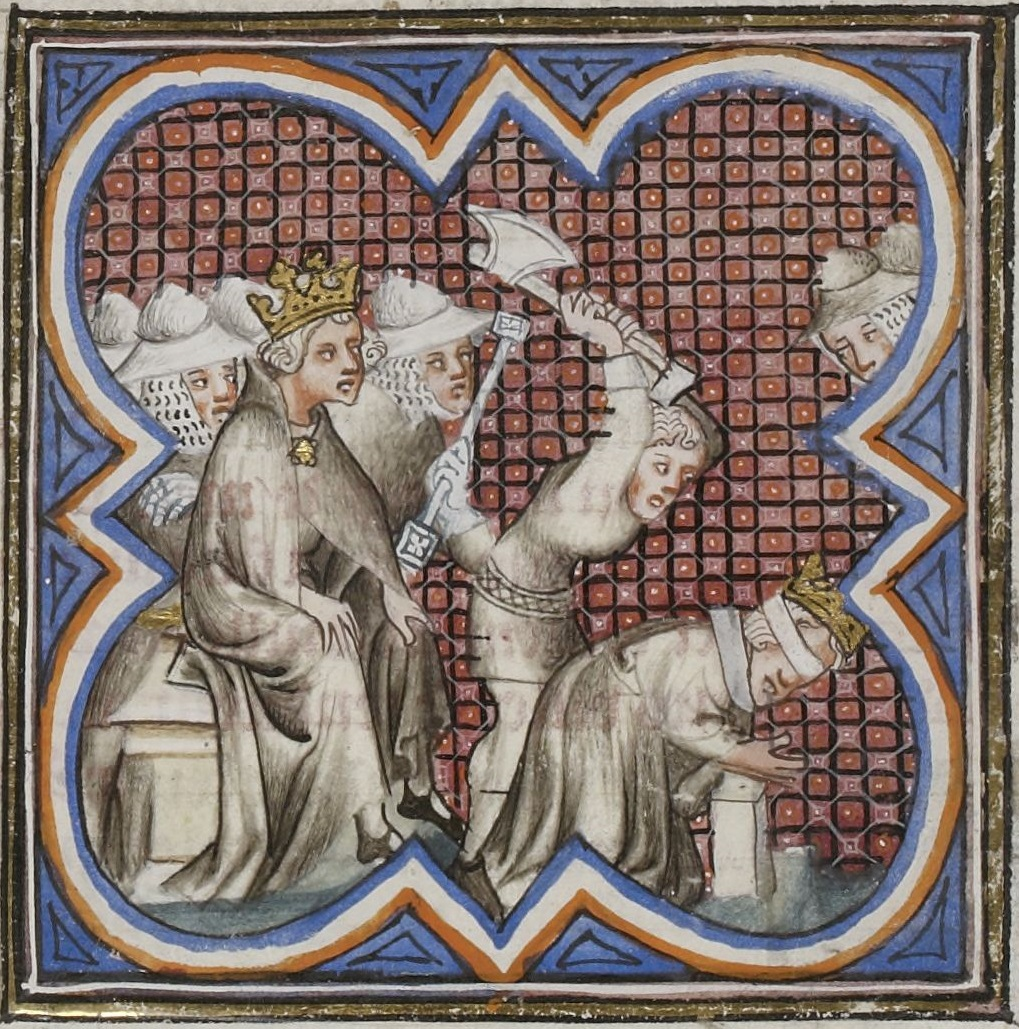
Décapitation de Pierre le Cruel (manuscrit du XV).

Les troupes d'Henri conquièrent rapidement les royaumes de Castille et de León et au mois d'avril 1368 mettent le siège devant Tolède. Ce siège dure 9 mois, durant lesquels Henri II signe avec la France le traité de Tolède, qui l'engage à une alliance durable après son accession au trône de Castille.

#### Défaite de Pierre (14 mars 1369)
Pierre le Cruel arrive au secours de Tolède avec une armée composée essentiellement de Maures et de bataillons de Juifs. Il affronte son demi-frère à Calatrava la Nueva (Castille-La Manche) et y subit une lourde défaite le 14 mars 1369.
Il se réfugie dans le château de l'Étoile avec quelques fidèles mais est fait prisonnier par Pierre Le Bègue de Villaines, lieutenant de Du Guesclin, alors qu'il essaye de s'enfuir du château en cachette.

#### Mort de Pierre (23 mars)
Informé que Pierre est retenu dans la tente de Pierre de Villaines où l'état-major français est réuni, Henri de Trastamare s'y précipite.
Malgré les protestations des généraux français, il taillade le visage du prisonnier et tente de percer sa cotte de mailles avec son poignard. L'autre cherchant à se défendre, les deux demi-frères roulent à terre, remplis de haine et de fureur.
Relevé par un de ses fidèles (le bâtard d'Anisse), Henri fait signe à l'un de ses cavaliers de trancher la tête de Pierre. Plantée au bout d'une pique, la  tête est promenée de ville en ville pour obtenir la reddition de celles qui lui sont encore loyales.

## Sépultures de Pierre le Cruel
Les restes de Pierre restent au château de Montiel pendant plusieurs années, puis sont transférés dans l'église de Puebla de Alcocer en Estrémadure. En 1446, le roi Jean II les fait amener au couvent de Saint-Dominique à Madrid.
Ils se trouvent aujourd'hui dans la chapelle royale de la cathédrale de Séville.

## Descendance
Marie de Padilla lui donne quatre enfants :
- Béatrice (1353-1369), légitime héritière qui a 16 ans lorsqu'Henri II accède au trône. Elle devient abbesse du monastère de sainte Claire à Tordesillas ;
- Constance (1354-1394), épouse de Jean de Gand, duc de Lancastre ;
- Isabelle (1355-1392), épouse d'Edmond de Langley, duc d'York ;
- Alphonse (1359-1362).

Jeanne de Castro lui donne un fils :
- Jean (1355-1405).

María González de Hinestrosa lui en donne également un :
- Ferdinand, mort en bas âge.

Thérèse d'Ayala lui donne une fille :
- Marie, abbesse à Tolède.

Isabelle de Sandoval, préceptrice d'Alphonse, lui donne deux fils :
- Sanche ;
- Diègue.

Pierre le Cruel a vraisemblablement eu d'autres enfants illégitimes dont les noms ne nous sont pas parvenus.

## Pierre le Cruel dans la culture

### Littérature
- (es) Santiago Sevilla, El rey don Pedro el Cruel (« Le roi Pierre le Cruel »), tragédie en quatre actes.
- (es) Andrés de Claramonte, El rey don Pedro en Madrid (« Le roi Pierre à Madrid ») .
- Alexandre Dumas, Le Bâtard de Mauléon.

### Cinéma
Pierre le Cruel est le personnage principal du film muet Don Pedro el Cruel, réalisé en 1911 par Ricardo de Baños et Albert Marro (ca).

### Sources et bibliographie
- Pero Lopez de Ayala, Chroniques, Madrid, 1779-1780.
- Prosper Mérimée, Histoire de Don Pedro I, roi de Castille, Paris, 1848.
- Frédéric Alchalabi, « Entre mémoire et réécriture, un exemple d'alternative à l'histoire et de récit mouvant entre le XIVe et le XVIIe siècle : le règne de Pierre Ier de Castille (1350-1369) », Failles de la mémoire, 2010 [lire en ligne] sur le site HAL-SHS (Hyper Article en Ligne - Sciences de l'Homme et de la Société).